# 血煙高田の馬場
『血煙高田の馬場』（ちけむりたかだのばば）は、1937年（昭和12年）製作・公開、マキノ正博監督による日本の中篇劇映画である。第二次世界大戦後の1952年（昭和27年）、51分に短縮され、『決闘高田の馬場』（けっとうたかだのばば）として再公開された。

## ストーリー

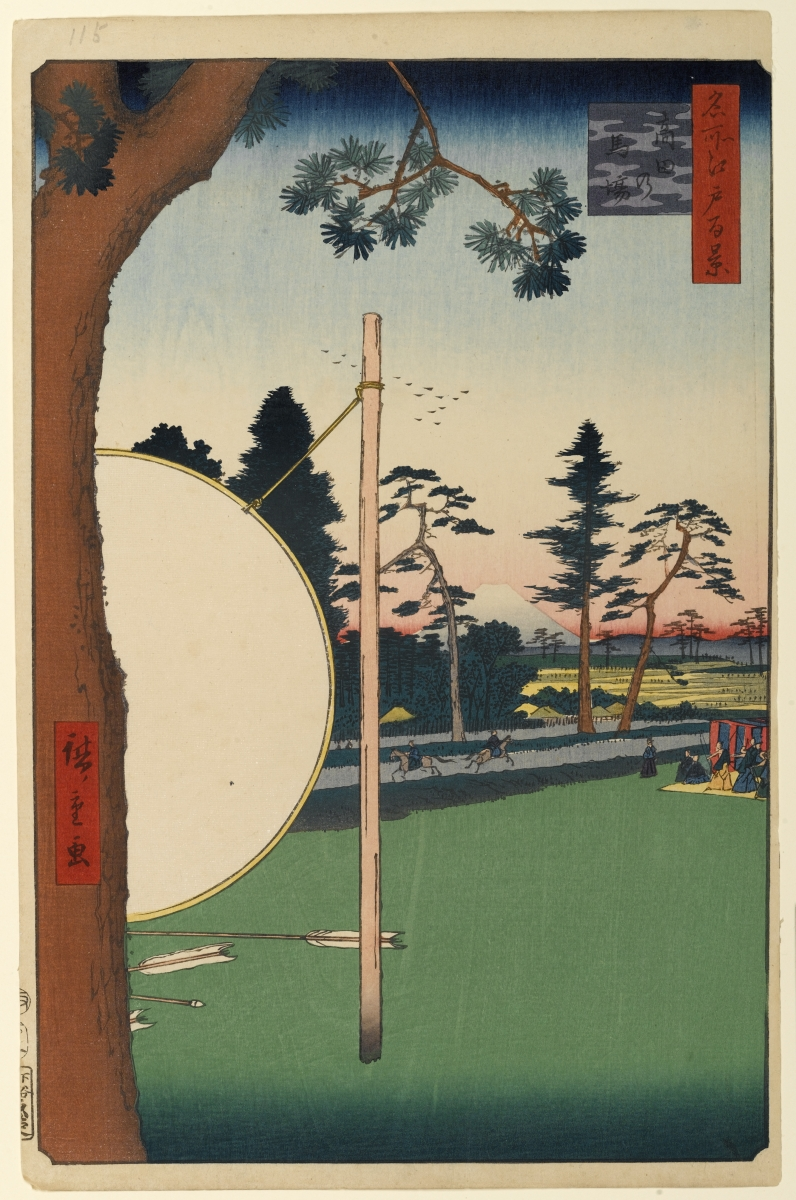
歌川広重描く江戸時代の高田の馬場（1857年）。

元禄7年春。江戸・八丁堀の長屋で暮らしている武士の中山安兵衛（阪東妻三郎）は酒好きで喧嘩好き。長屋では「先生」と呼ばれて人気者だが、ただひとり苦手なのが牛込に住む叔父の菅野六郎左衛門（香川良介）。喧嘩の現場を叔父に見つかり、長屋で説教をされてしまう。他に肉親のない菅野は安兵衛のことを案じていた。
菅野は剣術の御前試合で村上庄左衛門（尾上華丈）に勝ったことから彼に恨まれ、江戸郊外・戸塚村の高田馬場で果し合いをすることになってしまう。
当日、菅野は安兵衛の長屋を訪れるが、安兵衛はいつものように喧嘩と酒で仲間と楽しく過ごし、帰ってこない。果し合いの刻限が迫り、叔父は安兵衛に書き置きを残し、長屋の住人たちに挨拶して出て行く。
やがて帰ってきた安兵衛は、長屋の者たちにせかされて渋々書き置きを読み始めるが、ことの次第を知ると血相を変え、高田馬場めがけて全速力で走り出す。その後を長屋の住人たちが幟を掲げ、応援のために追いかけていく。
安兵衛が高田馬場に到着すると、村上兄弟とその一味の中津川祐範（瀬川路三郎）らの多勢に無勢で闘った叔父は、すでに瀕死である。自らへの悔恨と村上らの卑怯さに怒り狂った安兵衛は、踊るように跳ねるように斬って斬って斬りまくる。とり囲んだ群衆の大声援を浴びつつ十八人斬りの末に叔父に駆け寄ればすでに叔父に息はない。周囲からは安兵衛の快挙に歓声が沸くが、立ち尽くす安兵衛の胸には悔恨と空虚さが残った。

## キャスト
- 阪東妻三郎 - 中山安兵衛
- 市川百々之助 - 大工の熊公（長屋住人）
- 伊庭駿三郎 - 八卦屋の天眼（長屋住人）
- 志村喬 - 講釈師 楽々亭貞山（長屋住人）
- 香川良介 - 菅野六郎左衛門（安兵衛伯父）
- 市川正二郎 - 若党 武助（菅野家使用人）
- 藤川三之祐 - 堀部弥兵衛（堀部家）
- 久米譲 - 小野寺十内（弥兵衛友人）
- 瀬川路三郎 - 中津川祐範（村上一派）
- 尾上華丈 - 村上庄左衛門（村上一派）
- 阪東国太郎 - 舎弟 次郎太（村上一派）
- 片岡松燕 - 松平右京太夫（御前試合の殿様）
- 団徳麿 - 川瀬源次兵衛（ゲンテキ）
- 島田照夫 - 羽賀甚介
- 磯川勝彦 - 伊勢屋の主人（侍に因縁をつけられる両替商）
- 仁礼功太郎 - 松川佐十郎（伊勢屋に因縁をつける本所の侍）
- 葉山富之輔 - 河童の勘右ヱ門
- 湊武男 - 乾児 八五郎
- 若松文男 - 鐘鬼の庄太郎
- 瀬戸一司 - 乾児 清吉
- 石川秀道 - 仲間 甲
- 志茂山剛 - 仲間 乙
- 加藤弘郎 - 弥八
- 大倉多一郎 - 酒屋の亭主
- 大倉千代子 - 弥兵衛の娘 お妙（堀部家）
- 小松みどり - 乳母 お勝（堀部家）
- 滝沢静子 - お勘婆さん（長屋住人・糊売り）
- 原駒子 - 熊公女房 お才（長屋住人）

## スタッフ
- 監督 : マキノ正博、稲垣浩（共同名義貸しのみ）
- 原作・脚色 : 牧陶三
- 撮影 : 三井六三郎、石本秀雄
- 音楽 : 高橋半
- 録音 : 海原幸夫

## 作品データ
- 製作 : 日活京都撮影所
- 上映時間（巻数 / メートル） : 57分（7巻 / 1,572メートル）[1] / 51分 （1,377メートル、再公開短縮版『決闘高田の馬場』）
- フォーマット : 白黒映画 - スタンダードサイズ（1.37:1） - モノラル録音
- 映倫番号 : S-185 （1952年、再公開短縮版『決闘高田の馬場』）
- 公開日 :  日本 1937年12月31日、 イタリア 2008年8月27日、 フランス 2011年11月20日
- 配給 :  日活、 イタリア 第65回ヴェネツィア国際映画祭、 第34回ナント三大陸映画祭
- 初回興行 : 千日前・常盤座

## 製作

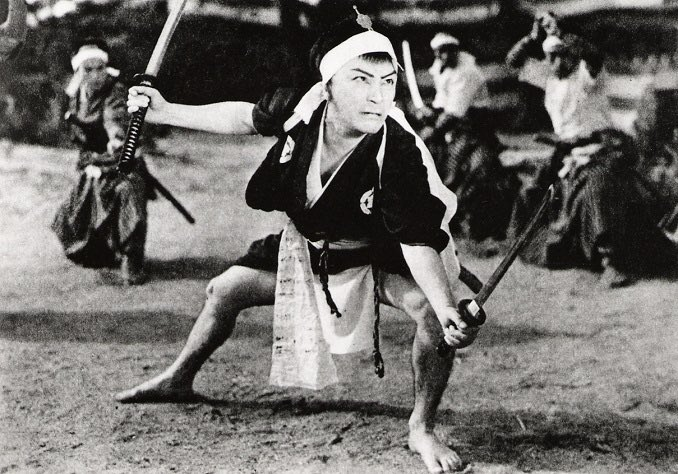
最後の高田の馬場での剣戟シーンのスチル写真。主人公の中山安兵衛（阪東妻三郎）。

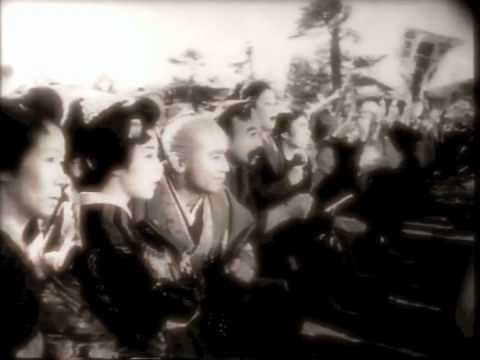
安兵衛の闘いを見守る群衆、左から小松みどり、大倉千代子、藤川三之祐、志村喬、原駒子…。

1937年（昭和12年）4月にマキノトーキー製作所を解散し、比佐芳武の書いた吉川英治原作の『恋山彦』の脚本を携えて、同じ京都・太秦の日活京都撮影所に入社し、『恋山彦』前篇・後篇を含めて7本目の監督作品が、本作である。主演の阪東妻三郎も、自らの製作会社阪東妻三郎プロダクションを閉じ、同年に同撮影所に入社し、マキノの監督した『恋山彦』前篇・後篇に主演、巨匠・池田富保監督、山本嘉一主演の『水戸黄門廻国記』での佐々木助三郎役、マキノ正博監督の『国定忠治』、稲垣浩監督の『飛竜の剣』での主演を経て、日活入社後初の正月作品であった。
原作・脚本にクレジットされている「牧陶三」は、マキノ自身の筆名である。1694年3月6日（旧暦元禄7年2月11日）に実際に起きた中山安兵衛（のちの堀部武庸、四十七士の一人）の「高田馬場の決闘」の故事と逸話をベースに、マキノが書き下ろした。八丁堀（現在の東京都中央区八丁堀）から高田馬場（現在の同新宿区西早稲田3丁目）までの「安兵衛の韋駄天走り」を表現した、モンタージュ技法が有名である。
主人公の中山安兵衛の事件当時の年齢は満24歳、本作では「血を分けた叔父」という設定になっている菅野六郎左衛門は「齢40を過ぎ」とのことであったが、本作公開時点での阪東妻三郎の実年齢は満36歳、香川良介は満41歳であり、5歳しか違わなかった。長屋で安兵衛とのからみの多い「大工の熊公」を演じた市川百々之助（公開当時31歳）は、10代のころに帝国キネマ演芸（帝キネ）でデビュー、その後、市川百々之助プロダクション（百々プロ）を設立したほどの剣戟映画のスター俳優であり、その妻「お才」を演じた原駒子（公開当時27歳）も松竹下加茂撮影所出身でその後百々之助同様に帝キネで活躍したスター女優であったが、本作撮影時には羅門光三郎とは離婚していた。本作で描かれる物語の終わった後で、安兵衛が養子入りすることになる堀部家の当主・堀部弥兵衛を演じる藤川三之祐は、日活向島撮影所以来の日活俳優（藤川三之助）とは異なる人物で、公開当時は満48歳であった。監督のマキノ同様、マキノトーキー製作所の解散を受けて、いっしょに日活に移籍した原駒子、團徳麿（ゲンテキ役、公開当時満35歳）、志村喬（楽々亭役、公開当時満32歳）、大倉千代子（お妙役、公開当時満22歳）、葉山富之輔（河童の勘右ヱ門役、公開当時48歳）らが、いずれも主役の阪東に大きくからむ役を得ている。
タイトルになった主題である「高田馬場の決闘」の剣戟シーンのため、撮影前日、マキノは阪東妻三郎を宮川町のホールに連れて行き、ジャズのレコードをかけてダンスを踊り、翌日の本番ではジャズのノリで撮影をしたという。本作の全撮影日数は7日であった。

## 公開
本作は、同年12月31日に、大阪千日前の常盤座を筆頭に、正月興行作品として公開された。マキノはまったく同日に、東京浅草六区の富士館を筆頭にした正月興行のために、片岡千恵蔵主演のもう1本のスター作品『自来也』（同時上映は清瀬英次郎監督の短篇『愛国行進曲』）を完成させていた。本作と『自来也』2作合わせての製作期間は20日間未満であり、この同時公開によって「早撮り監督」とされることを恐れ、マキノは同じ撮影所の同僚である稲垣浩の名を借りて、共同監督名義とした。したがって、本作は、実際にはマキノが単独で演出した作品であり、この件に関してはマキノサイドだけではなく、稲垣サイドもそう証言している。稲垣は、本作公開の次々週、1938年（昭和13年）1月14日公開の番組であった『無法者銀平』を片岡千恵蔵主演で撮影していた。

## 短縮版
1952年（昭和27年）、51分の短縮版『決闘高田の馬場』として再公開されたときには、映画倫理規程管理委員会（旧映倫、1949年発足）による審査が行なわれており、映倫番号は「S-185」（「S」は再公開を示す）であった。当時の日活は、戦前所有していた撮影所が1942年（昭和17年）の戦時統合以降すべて大映のものとなっており、営業部門（配給・興行）のみで調布の日活撮影所はまだ開業しておらず、同年は新作を製作・公開することができなかった。
1985年（昭和60年）5月31日 - 同年6月9日、第1回東京国際映画祭協賛イベントとして開催された第8回ぴあフィルムフェスティバルで行なわれた「マキノ雅裕レトロスペクティブ」で、51分尺の戦後短縮版が上映されている。2008年（平成20年）8月27日 - 同年9月6日、イタリア・ヴェネツィアで開催された第65回ヴェネツィア国際映画祭のコンペティション外イヴェント部門（ イタリア語: Evento Fuori Concorso ）で、 CHIKEMURI TAKADANOBABA （『血煙高田の馬場』）の題で同様の版が上映された。2011年（平成23年）11月20日 - 同年同月27日、第34回ナント三大陸映画祭での日活特集では、Duel à Takanobaba （『決闘高田の馬場』）の題で同様の版が上映された。
2012年（平成24年）11月現在、東京国立近代美術館フィルムセンターは、44分尺の16mmフィルムによる上映用プリントを2種、50分尺の35mmフィルムによる上映用プリントを1種、20分尺の35mmフィルムによる音声トラックのないプリントを1種所蔵している。通常、同センターが上映に使用するプリントは、50分尺（51分尺）ものであり、『血煙高田の馬場』ではなく、『決闘高田の馬場』のカットタイトルが冒頭に入っている戦後短縮版である。ビデオグラムについては、1983年（昭和58年）および1995年（平成7年）にVHSセルビデオが発売されたのみであり、DVDあるいはBlu-ray Discでの発売は行なわれていない。

## 画像

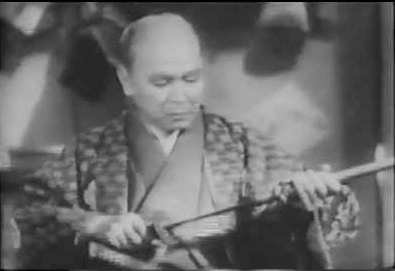
安兵衛（阪東妻三郎）に説教をする叔父（香川良介）。
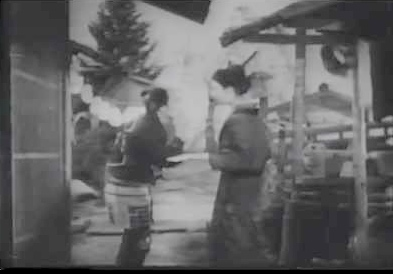
安兵衛の住む八丁堀の長屋の井戸端でいつも喧嘩の大工夫妻（市川百々之助、原駒子）。
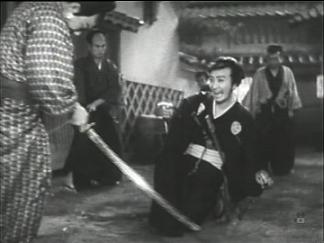
昼間にやっつけた本所の侍（仁礼功太郎）の仲間による闇討ちに応戦する安兵衛。
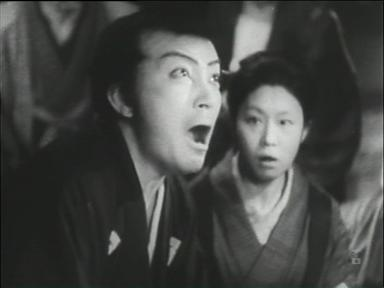
叔父の手紙を読み終えた安兵衛、驚くお才（原駒子）。
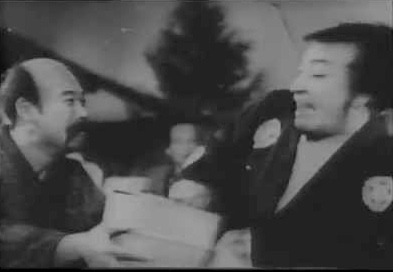
高田の馬場に駆けつけるべくメシをかっ食らう安兵衛と櫃を差し出す楽々亭（志村喬）。
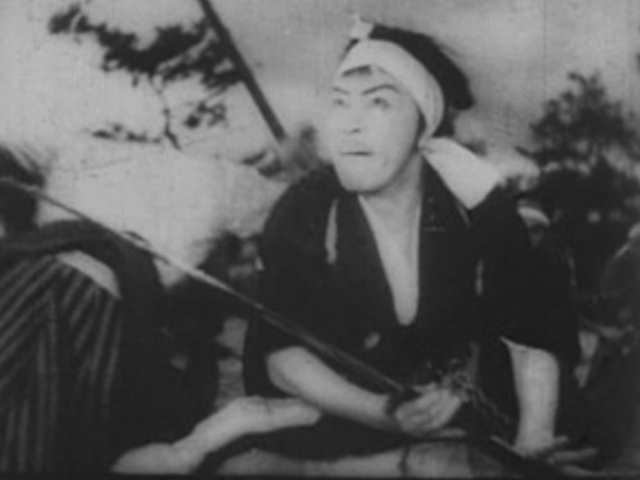
戦場の狂気の安兵衛。
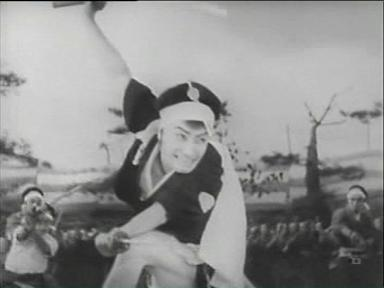
安兵衛、踊るように斬る。
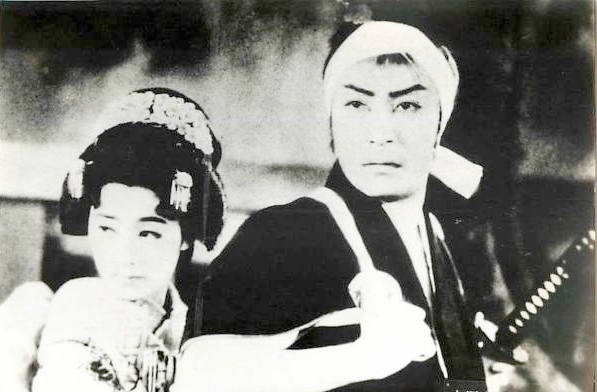
安兵衛とお妙（大倉千代子）、スチル写真。

## 本作の引用・パロディ/・評価など
必殺シリーズ第3作『助け人走る』第2話「仇討大殺陣」の冒頭に本作の18人斬りのシーンが挿入されている。なお、同作の主役が田村高廣であることから、それを踏まえて暗示した台詞がある。
宮崎駿は著書「出発点 1979〜1996」で好きな名画として七人の侍や内田吐夢のたそがれ酒場、王と鳥（やぶにらみの暴君）を紹介しているが、本作も挙げており、とりわけジョン・フォードの荒野の決闘のヘンリー・フォンダの「歩く芝居」と共に本作での阪妻の「走る芝居」を「自分が見てきた映画の中で最高の表現、芝居」と評している。